# Polykontexturalitätstheorie
Die Polykontexturalitätstheorie erweitert die klassische mathematische Logik, so dass Kontextabhängigkeit/Subjektivität und Paradoxien formal beschrieben werden können.

## Einführung
Die Polykontexturalitätstheorie oder die Theorie der Polykontexturalität wurde von dem Philosophen und Logiker Gotthard Günther in den 1970er-Jahren in die Wissenschaft eingeführt. Diese Theorie ist eine unmittelbare Weiterentwicklung der Günther'schen Stellenwertlogik, die aus seinen Versuchen hervorgegangen ist, ein mehrwertiges ontologisches Ortswertlogik-System zu entwickeln. Die Theorie der Polykontexturalität umfasst sowohl die polykontexturale Logik, die Morpho- und die Kenogrammatik als auch die von Günther zuerst entwickelte semi-klassische Stellenwertlogik, die er 1974 als „ontologisches Ortswert-System“ bezeichnet, um den von ihm 1958 erstmals eingeführten Begriff der Stellenwertlogik von der Verwendung in nicht-logischen Zusammenhängen (wie beispielsweise bei den Soziologen der Frankfurter Schule) deutlich abzugrenzen. Eine ausführliche Darstellung der historischen Entwicklung der Günther'schen Arbeiten sowie deren inhaltliche und begriffliche Ausdifferenzierung findet sich im Aufsatz Einübung in eine andere Lektüre von Rudolf Kaehr und Joseph Ditterich.

## Philosophischer Hintergrund
Günther knüpft in seinen Überlegungen an die Transzendentalphilosophie des Idealismus von Schelling, Fichte und Hegel an:

### Irreflexibilität, einfache Reflexion und doppelte Reflexion

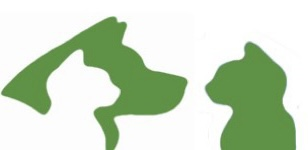
Das Objekt impliziert nur sich selbst. Das Subjekt impliziert sowohl sich selbst, als auch das Objekt:a ➞ b = ⌐a v b

Das Sein oder das Irreflexive ist das, woran sich die nach außen gehende Reflexion staut und von dem sie auf sich selbst zurückgeworfen wird. Das naive Bewusstsein ist dabei völlig selbstvergessen Eins mit dem Sein und verliert sich vollständig an seine Objekte.
Im Gegensatz zur Objektwelt jedoch, die sich nur irreflexiv darstellt, kann ein reflektierendes Subjekt sich eine Umwelt zuschreiben. Die (positiven) Objekte der Umwelt bilden sich, wie bei einer Fotografie, negativ als Reflexion im Subjekt ab. Während in einem Objekt also nur das Objekt selbst steckt, repräsentiert das Subjekt sowohl sich selbst, als auch die negativen Abbilder als einfache Reflexion seiner objektiven Umwelt.
In der doppelten Reflexion wird durch das Feststellen von Unterschieden zwischen den Begriffen der Wirklichkeit und der Wirklichkeit selbst, also der Differenz von Erleben und Erlebtem, die Voraussetzung für das Selbstbewusstsein geschaffen, welches aus der metakognitiven doppelten Reflexion entsteht. Indem wir die Verhältnisse zwischen unserem Bewusstsein und seinen Denkgegenständen erkennen, stiften wir jegliche Form von Sinn durch Abstraktionen.
Das erneute Nachdenken über bereits Gedachtes (Hegel nennt es „Reflexion-in-sich“) ist dabei ein unendlicher Prozess, an dem die aristotelische Logik in ihrer Eindimensionalität jedoch scheitert, da die Denk-Gegenstände nicht ausschließlich objektiver Natur sind, sondern darüber hinaus sowohl das Subjekt selbst, als auch sein eigenes Denken enthalten können. Seine doppelten Reflexionen enthalten also nicht ausschließlich tote, seiende, objektive Inhalte, sondern auch subjektive, bzw. selbstbezügliche Inhalte, die thematisch nicht dem Sein zugeordnet werden können.
Während die einfache Reflexion noch mit dem Beobachter erster Ordnung vereinbar ist, unterscheidet sich die doppelte Reflexion vom Beobachter zweiter Ordnung dadurch, dass sie nicht den Prozess des Beobachtens selbst, sondern die erneut reflektierten Inhalte fokussiert. Der Beobachter zweiter Ordnung ist die essenzielle Perspektive der Kybernetik zweiter Ordnung von Heinz von Foerster, mit dem Gotthard Günther am Biological Computer Laboratory (BCL) an der University of Illinois von 1961 bis 1972 zusammenarbeitete.

## „Mehrwertigkeit“ bei Günther und Łukasiewicz
Wenn man den Aussagenkalkül mit Hilfe der beiden Werte 1 und 0 beschreibt, die wie üblich mit den Begriffen „wahr (T)“ – „falsch (F)“ oder „designiert“ – „nicht-designiert“ für 1 resp. 0 interpretiert werden können, dann liegen die von Łukasiewicz zusätzlich eingeführten Werte zwischen 0 und 1, also innerhalb der betrachteten logischen Domäne und man spricht von einer mehrwertigen Logik. Das ist in Abb. 1b skizziert, Abb. 1a stellt den einfachen Fall einer logischen Domäne mit nur 2 Werten (null und eins) dar. Man gelangt von diesen Ansätzen zu den probabilistischen Logik-Konzeptionen sowie zu der sehr populär gewordenen Fuzzy-Logik. Prinzipiell lassen sich beliebig viele Werte zwischen 0 und 1 einführen.
| Abb. 1a         | Abb. 1b         |
| 1-------------0 | 1-----1/2-----0 |

Im Gegensatz dazu geht Günthers Polykontexturalitätstheorie zwar von zweiwertiger Logik aus (was aber auch erweiterbar wäre auf mehrwertige Logiken),
verknüpft jedoch mehrere solcher – räumlich verteilter – Logiksysteme an bestimmten Stellen.
Dadurch wird es bei Günther möglich, Kontextabhängigkeit/Subjektivität formal zu beschreiben.
Auch Paradoxien (z. B. Darstellung von Selbstreferenz) lassen sich hiermit formal beschreiben,
da man nicht mehr an einen einzigen Kontext gebunden ist; Selbstreferenz/Paradoxien müssen
daher nicht in logischen Zirkeln enden (serialisiert / verzeitlicht werden), sondern werden sozusagen „auf einen Blick“ / „bildhaft“ / „parallel“ statt nur serialisiert darstellbar.

## Vermittlung klassischer Logiken

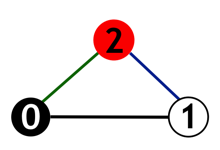
In der polykontextualen Logik entspricht die Mehrwertigkeit einer neuen Dimension

Günther hat nie den Begriff „mehrdimensional“ verwendet; stattdessen bezeichnete er die bisherigen mehrwertigen Logiken (wie z. B. von Łukasiewicz oder auch Gödel) als „Pseudo-Logiken“, weil ihre Erfinder zwar zwischen den absoluten Werten 'wahr' und 'falsch' immer wieder weitere, neue Werte einfügen, aber diese Logiken insgesamt weiterhin eindimensional blieben und ihre Dimension sich damit prinzipiell nur auf die aristotelischen Grundmotive des Denkens, „Sein oder Nichtsein“ und seiner klassischen Logik beziehen.

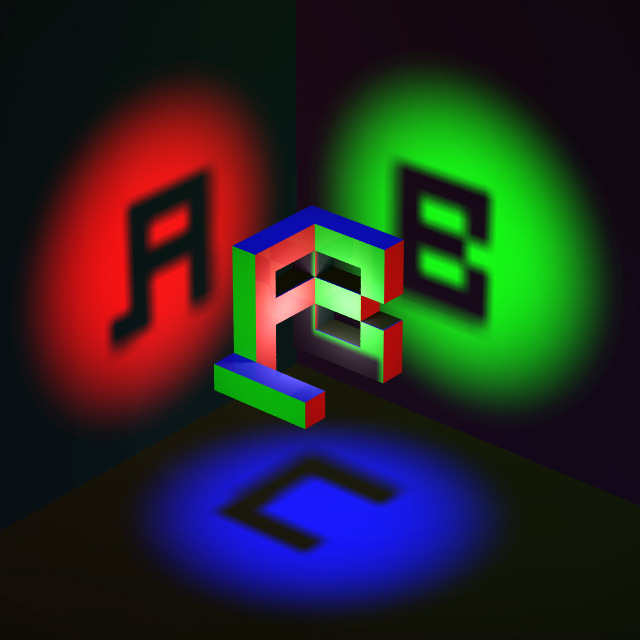
Zusammenführung verschiedener Perspektiven

Die Dimension einer Logik bezeichnet Günther als „Thema“ oder „Kontext“. Wenn eine Betrachtung durch eine klassische Logik, die nur die Wertbesetzung 'wahr' oder 'falsch' zulässt, mit diesen Werten nicht beantwortet werden kann, so muss die Antwort in einer neuen Perspektive, einem neuen Thema als Kontext liegen, die quasi orthogonal auf der bisherigen Logik steht, so als spanne man damit einen Vektorraum auf.

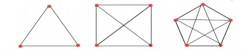
Zusammenhang zwischen Ortswerten (als Ecken) und klassischen Logiken (als Kanten) in der polykontextualen Logik

Unter 'Vermittlung' versteht Günther, dass mehrere klassische, aristotelische Logiken durch ihre Berührungspunkte ('Ortswerte' genannt) miteinander vermittelt werden können. Das Aufspannen von Kontexten erscheint in geometrischen Begriffen wie das Zeichnen von zweidimensionalen Polygonnetzen in denen man in einem Polygon alle Eckpunkte, welche die Ortswerte der Logiken darstellen, miteinander verbindet und jede einzelne Linie zwischen zwei Ortswerten einer vollständigen klassischen aristotelischen Logik entspricht. So braucht es mindestens drei klassische Logiken, um eine Vermittlung herstellen zu können, was einem Dreieck entspricht. Vier Ortswerte ergäben sechs Logiken (Quadrat mit Kreuz), fünf Ortswerte ergäben zehn Logiken (Pentagramm in einem Pentagon) usw.
{\displaystyle N(AnzahlLogiken)={\binom {m}{2}}={\frac {m!}{(2!)\cdot (m-2)!}}}
| p | q | 1-2 | 2-3 | 1-3 |
| - | - | --- | --- | --- |
| 1 | 1 | x   |     | x   |
| 1 | 2 | x   |     |     |
| 1 | 3 |     |     | x   |
| 2 | 1 | x   |     |     |
| 2 | 2 | x   | x   |     |
| 2 | 3 |     | x   |     |
| 3 | 1 |     |     | x   |
| 3 | 2 |     | x   |     |
| 3 | 3 |     | x   | x   |

Die obige Tabelle zeigt, an welchen Punkten zwei klassische Logiken (eine zwischen 1 und 2, die zweite zwischen 2 und 3) in einer dritten (zwischen 1 und 3) vermittelt werden können. Ihre Vermittlungspunkte liegen in der ersten, der fünften und der neunten Zeile. Es ist wichtig zu verstehen, das p und q in ihrem Kontext weiterhin nur 'wahr' oder 'falsch' sein können, dass eine solche Wertbesetzung aber eben nicht global über alle Kontexte gültig ist.

### Relationen zur Vermittlung von Kontexten

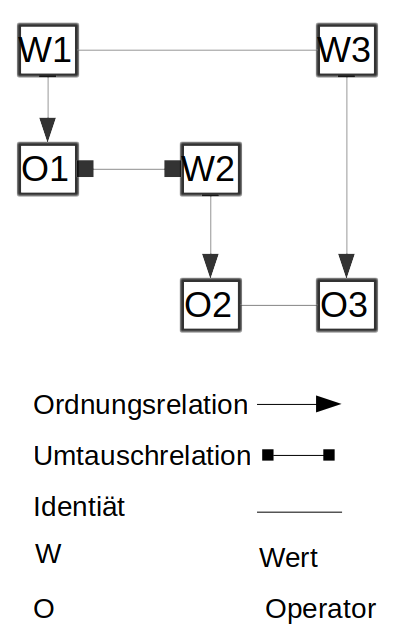
Relationen im Dreierkontext einer polykontextualen Logik

Günther hat untersucht, durch welche Relationen diese Wertbesetzungen an ihren Ortswerten miteinander vermittelt werden können. Diese Relationen bezeichnet er als Ordnungsrelation, Umtauschrelation und Kongruenzrelation:
- Die Ordnungsrelation ist eine kontextspezifische Negation, ein 'NICHT'-Operator, der nur in einem Kontext gilt. Dieser Kontext wird durch die Unterscheidung im Sinne eines der Coincidencia Oppositorum entsprechenden Isomorphismus erst definiert und aufgespannt, um damit weitere Operationen wie Konjunktion und Disjunktion zu ermöglichen[10]:
  - Jeder Aussage wird ihre Gegenaussage zugeordnet
  - Die Grundbeziehung „Negation“ wird sich selbst zugeordnet
  - Die Grundbeziehung „Konjunktion“ wird der Grundbeziehung „Disjunktion“ zugeordnet

Da sich eine Logik niemals selbst „betrachten“ kann (weil {\displaystyle \neg (\neg p)\equiv p}), ist es notwendig, dass jeder zu vermittelnde Kontext einen eigenen Negationsoperatoren besitzt, der ihm eine eigene Perspektive verleiht. Dabei sind für drei Kontexte zwei verschiedene Negationen N1 und N2 ausreichend, da sich die Negation des dritten Kontextes, welcher die ersten beiden miteinander vermittelt, aus einer Kombination der beiden Negationen N1 und N2 herbeigeführt werden kann.
| p | N1 | N2 | N1(N2 p) | N2(N1 p) | N1(N2(N1 p)) oder N2(N1(N2 p)) |
| - | -- | -- | -------- | -------- | ------------------------------ |
| 1 | 2  | 1  | 2        | 3        | 3                              |
| 2 | 1  | 3  | 3        | 1        | 2                              |
| 3 | 3  | 2  | 1        | 2        | 1                              |

Die Kaskaden von Negationen p ≡ N₁ N₂ N₁ N₂ N₁ N₂ p und  p ≡ N₂ N₁ N₂ N₁ N₂ N₁ p, mit denen man zum Ursprungswert p zurückkehrt, entsprechen dabei Hamiltonkreisen.
- Die Umtauschrelation befindet sich zwischen den Kontexten (s. Tabelle 1, wo sich die beiden Kontexte in Zeile 5 berühren) und ist eine neue, transklassische Operation zwischen Wertbesetzung (Relatum) und Operator (Relator) selbst.[14]

- Die Kongruenzrelation beschreibt die Identität zwischen zwei Vermittlungspunkten.

## Konjunktion und Disjunktion im ontologischen Ortswertsystem

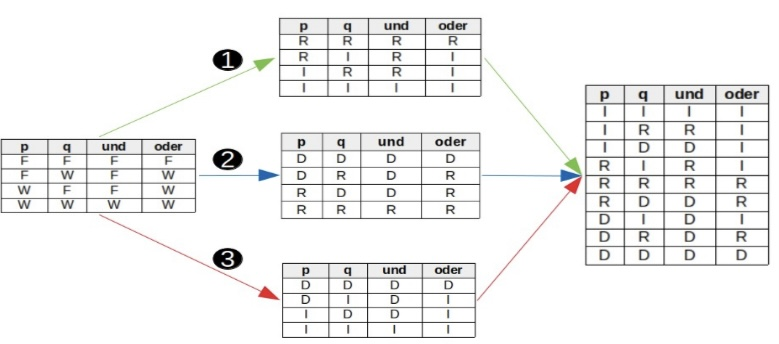
Erste Herleitung einer Wahrheitstabelle für einen polykontexturalen Dreierkontext

Ein erster möglicher Schritt zur Herleitung der Wahrheitstabellen für den Dreier-Kontext ist, aus den bekannten klassischen Wahrheitstabellen der Konjunktion und Disjunktion jeweils drei eigene Tabellen für jede einzelne der aristotelischen Logiken abzuleiten. Indem man anschließend die in den drei Tabellen doppelt vorkommenden Zeilen entfernt, kann man diese zu einer einzigen, neuen zusammenführen. Die nebenstehende Tabelle zeigt außerdem, wie Günther die Irreflexivität I, sowie die einfache Reflexion R und doppelte Reflexion D in drei Kontexten verankert sieht.

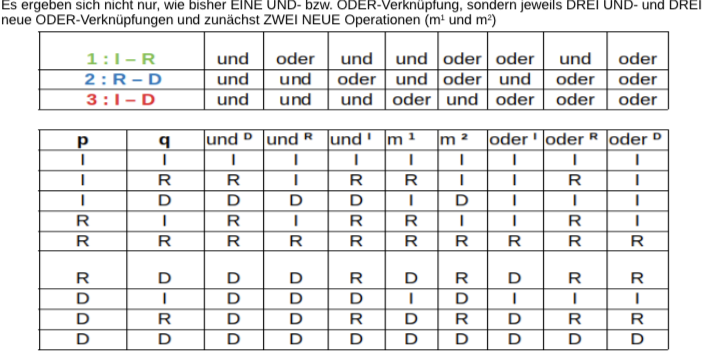
Wahrheitstabellen aller möglicher Konjunktionen und Disjunktionen im Dreier-Kontext

Bei diesem ersten Schritt wird jedoch deutlich, dass für die Ableitung und Zusammenführung der verschiedenen Tabellen (als grüner, blauer und roter Pfad dargestellt) nicht unbedingt dieselben Verknüpfungen gewählt werden müssten, sondern dass es im Dreier-Kontext nun 2³ Möglichkeiten gibt, um eine Wahrheitstabelle für drei Kontexte herzustellen, je nachdem welche Verknüpfung für welchen Kontext gewählt wird.

## Heterarchische Junktoren

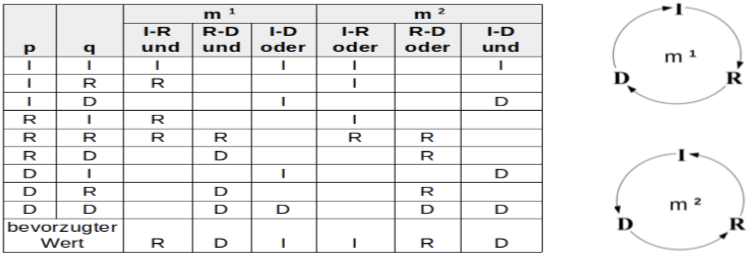
Heterarchische Junktoren im Dreierkontext

Ein Besonderes Augenmerk legt Günther bei der Interpretation des Reflexionsgefälles zwischen Subjekt und Objekt auf die Kombinationen UND, UND, ODER (m1), sowie ODER, ODER, UND (m2), die nicht, wie die anderen, eine Hierarchie etablieren. Im Fall des Junktors m1 (UND, UND, ODER) wird D dem Wert R, R dem Wert I und I dem Wert D vorgezogen.

## Das Barbier-Paradoxon im Kontext
In seinen Überlegungen, in der doppelten Reflexion über bereits Gedachtes erneut nachzudenken, stößt Gotthard Günther mit der durch die Subjekt-Objekt-Spaltung gegebenen Dichotomie zwischen „Gedanken haben“ und „denkend sein“ aus logischer Sicht vor allem auf Russel's Antinomie, also der Frage, ob die Menge aller nicht selbstbezüglichen Mengen sich selbst enthält, oder nicht, da diese einerseits nicht selbstbezüglich (reflexiv) sein darf, da sie sich sonst selbst enthalten müsste, andererseits jedoch der Definitionsbegriff „Menge aller irreflexiven Mengen“ sich selbst mit einschließt. Das Barbier-Paradoxon veranschaulicht dieses Problem mit der Frage: „Wer rasiert den Barbier im Dorf, der alle rasiert, die sich nicht selbst rasieren?“
Das Aussonderungsaxiom und das Fundierungsaxiom der Zemelo-Fraenkel-Mengenlehre verbieten solche Mengen in der Mathematik, da sie auf der klassischen, eindimensionalen aristotelischen Logik basiert. Und auch die rekursiven Formeln in George Spencer Brown's Gesetzen der Form können das Paradoxon nur in Form von sich unendlich wiederholenden Ausdrücken darstellen, während die polykontextuale Logik in der Lage ist, dies „von oben herab“ darzustellen.

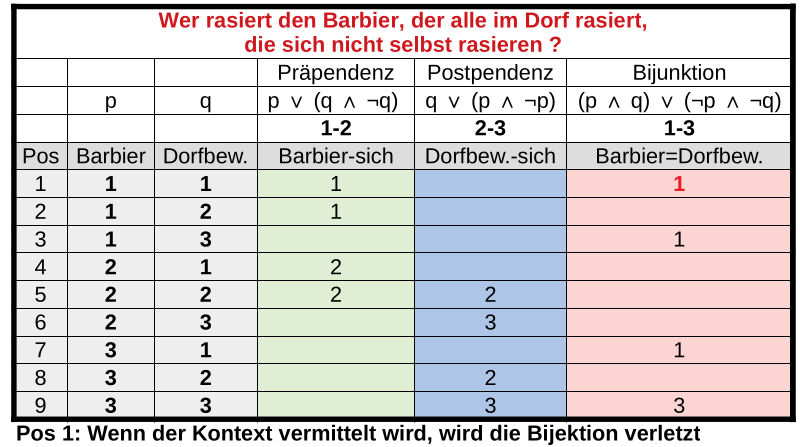
Barbier-Paradoxon im Dreierkontext

Zur beispielhaften Modellierung des Barbier-Paradoxons werden p = Barbier und q = Dorfbewohner in folgenden Kontexten angenommen:
- Kontext 1-2: Barbier rasiert sich (1=falsch, 2=wahr)
- Kontext 2-3: Dorfbewohner rasiert sich (2=falsch, 3=wahr)
- Kontext 1-3: Barbier ist Dorfbewohner (1=falsch, 3=wahr)

Die drei Kontexte können dabei wiefolgt gelesen werden:
- Kontext 1-2: Dieser Kontext ist nur für p, den Barbier wahr
- Kontext 2-3: Dieser Kontext ist nur für q, den Dorfbewohner wahr. Er ist in Position 5 mit Kontext 1-2 vermittelt, indem der Wert 2 im Gegensatz zu Kontext 1-2 hier durch die Umtauschrelation die negierte Bedeutung hat.
- Kontext 1-3: Für die Perspektive „Barbier = Dorfbewohner“ muss die Bijektion (p=q) mit der Belegung „WFFW“ = „3113“ gelten. Zur Vermittlung des Kontexts werden jedoch die Werte an den Berührungspunkten in Position 1 und 9 übernommen. Dadurch wird die „erwartete“ Bijektion p=q in Position 1 zerstört, und die Paradoxie des Barbiers auf einen Blick aufgedeckt.

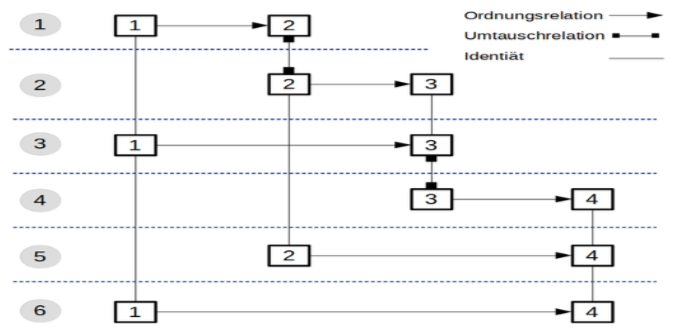
Logische Relationen im Viererkontext einer polykontextualen Logik

Der Blick auf den Dreierkontext zeigt zwar, dass die Bijektion, welche fordert, dass der Barbier auch Dorfbewohner ist, nicht erfüllt ist, der Dreierkontext selbst jedoch „weiß“ nicht um die Inkonsistenz des Barbiers. Um diese Erkenntnis, die der Beobachter des Bildes beim Ansehen erbringt, zuzufügen, muss die Bijektion selbst als Konsistenzbedingung in einem vierten Kontext vermittelt werden. Dies kann folgendermaßen modelliert werden:
- Kontext 3-4: enthält die Bijektion nun als Konsistenzbedingung mit „WFFW“ = „4334“, wobei der Wert 3 im Gegensatz zu Kontext 1-3 wieder durch eine Umtauschrelation negiert ist (3=falsch, 4=wahr)
- Kontext 2-4: stellt die Konsistenz des Dorfbewohners als Tautologie „WWWW“ = „4444“ im Barbier-Paradoxon dar. Der Wert 2 ist identisch zu Wert 2 in Kontext 2-3.
- Kontext 1-4: stellt die Konsistenz des Barbiers als Tautologie „WWWW“ = „4444“ dar. Der Wert 1 ist identisch zu Wert 1 in Kontext 1-2.

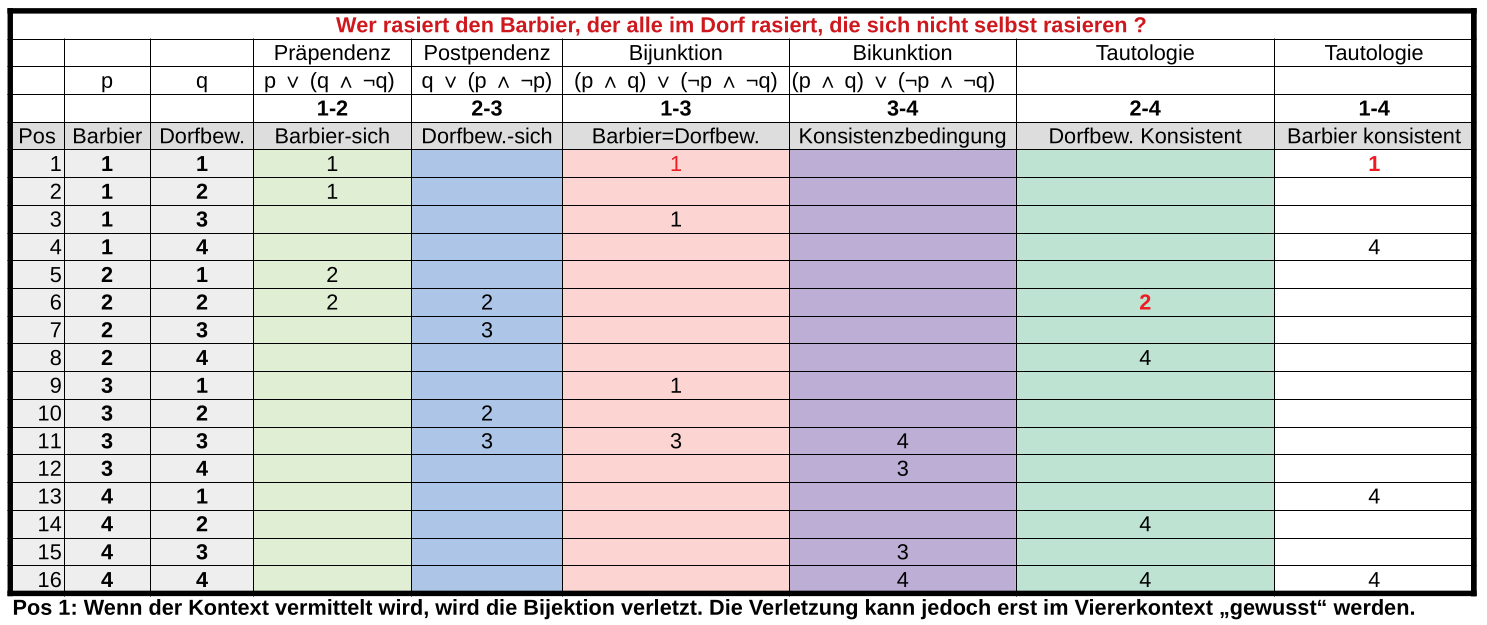
Das Barbier-Paradoxon-im-Viererkontext von Gotthard Günthers polykontextualer Logik

Kleinsche Flasche als Analogie zur Menge aller irreflexiven Mengen

Die Tabelle zeigt, dass die Tautologien, welche die Konsistenz von Barbier und Dorfbewohner darlegen, im Barbier-Paradoxon verletzt sind, da Kontext 2-4 und Kontext 1-4 nicht für alle möglichen Fälle des Barbiers und des Dorfbewohners wahr sind. Der Barbier, der alle im Dorf rasiert, die sich nicht selbst rasieren, ähnelt einer Kleinschen Flasche, die kein Innen und Außen aufweist.

### Philosophische Interpretation und Negativsprache
Der Begründer der Tiefenpsychologie, C.G. Jung führt unser bewusstes Welterleben ganz grundsätzlich auf Wirkungen von Ordnungsstrukturen (Archetypen) in unserem kollektiven Unterbewusstsein zurück. Die Grundlage ist 'Die eine Welt (Unus mundus)', die wir nicht bewusst erleben können. Die Trennung in eine eher subjektive Innenwelt und eine materielle Außenwelt durch den so genannten Kartesischen Schnitt wurde in unserem Bewusstsein erst im Mittelalter endgültig vollzogen.

Die „Verleugnung“, welche Barbier und Dorfbewohner erbringen müssten, um das Paradoxon zu erfüllen, führen Günther vermeintlich zum mehrmaligen Zitat von Jesus Christus („Wenn jemand mir nachfolgen will, verleugne er sich selbst, nehme sein Kreuz auf sich und folge mir nach.“; Matthäus 16,24, Markus 8,34 Lukas 9,23), welches keinen Hehl daraus macht, dass ein religiöser „Amputations-Vorgang“ durch die Projektion des Geistes in einen gemeinsamen Gott, oder die geistige Verschränkung, so wie zwischen Barbier und Dorfbewohner, von Beginn an eine Selbstverleugnung ist. Dazu führt Günther, als er über die beiden Negationen N1 und N2 im Dreierkontext berichtet, das Pfingst-Ereignis im Neuen Testament an und interpretiert es folgendermaßen:
Als eine frühe, freilich relativ flüchtige Erwähnung dessen, was wir als Verständigung im Raum des Negativen in seinen ersten Anfängen zu beschreiben versucht haben, können wir vielleicht den Bericht über das sogenannte Zungenreden im zweiten Kapitel der Apostelgeschichte auffassen. Versucht man nämlich, den rationalen – d. h., verbindlichen – Kommunikationsbereich über den Bereich der Positivsprache hinaus auszubreiten, weil alles Überirdische im Negativen west, so stehen zwei Möglichkeiten offen.

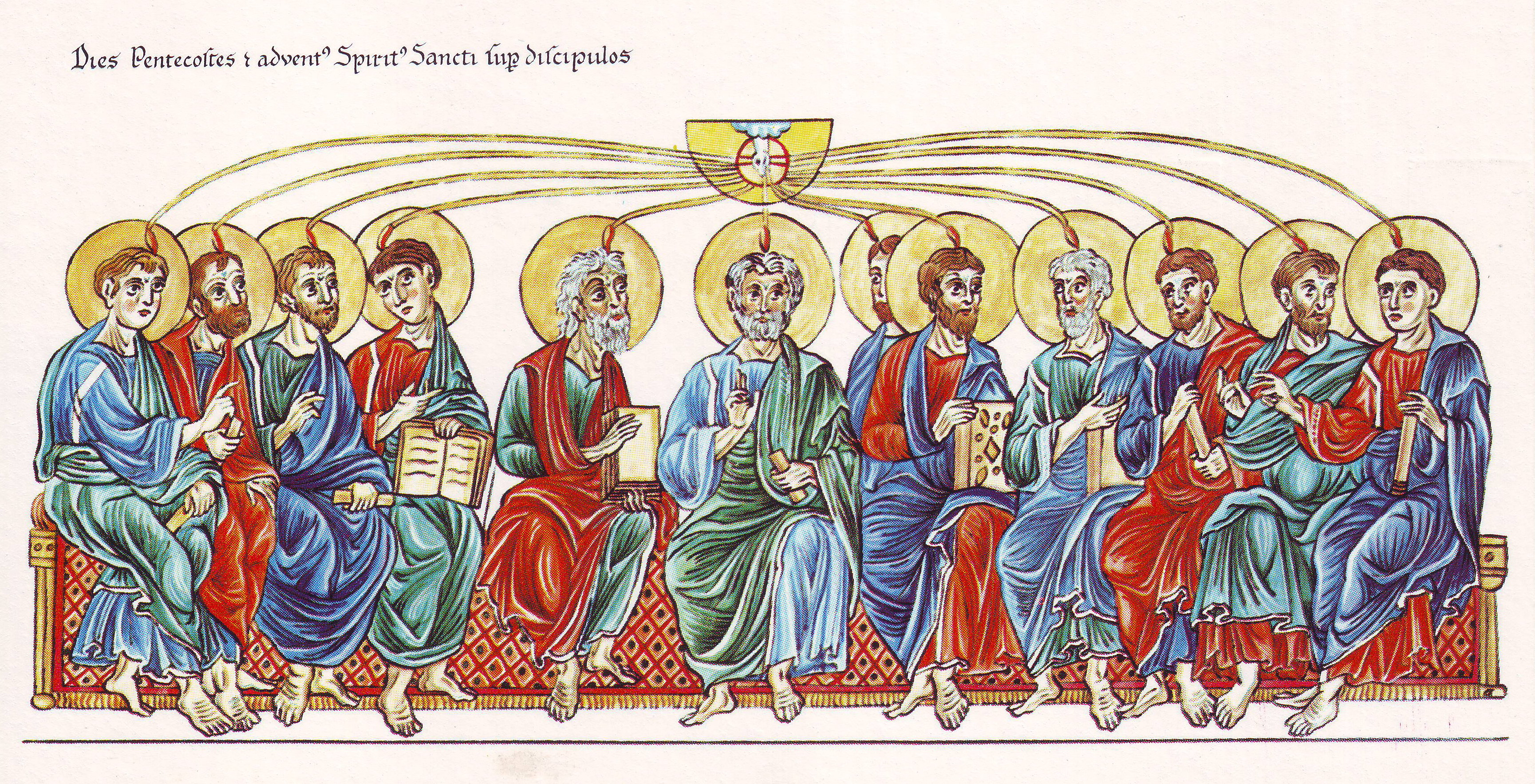
Pfingstereignis, illustriert von Herrad

Als Positivsprache bezeichnet er dabei die wissenschaftliche Sprache, welche das Sein („die Existenz alles überhaupt Denk- und Sagbaren“) und das Nichts („die mythologisch und religiös akzentuierte Rolle eines überwirklichen Jenseits“) beschreibt, die sich beide vollkommen symmetrisch gegenüberstehen.
Die Negativsprache aber verortet er außerhalb der Diairese und begreift sie als „die Sprache eines allgemein verständlichen, transzendental wirkungskräftigen Handelns“, wie sie – so erwägt er selbst – möglicherweise vor dem im 11. Kapitel Mose berichteten Turmbau zu Babel gesprochen wurde.
In seiner Arbeit „Der Ursprung des Bewusstseins durch den Zusammenbruch der bikameralen Psyche“ über die bikamerale Psyche hatte Julian Jaynes bereits umfassend untersucht, warum sich die Psyche in frühester Vergangenheit so verhalten hatte. Er sieht in einer solchen bewusst wahrgenommenen Verbindung keine tiefere Wahrheit mehr, als das aus heutiger Sicht pathologische Degenerieren eines gemeinsamen, längst bewältigten identitätsbildenden Prozesses, der 2000 Jahre gedauert und das exekutive, selbstbestimmte und handlungsfähige Bewusstsein hervorgebracht hat, von dem wir heute selbstverständlich sprechen können.
So brächte ein heute herbeigeführtes Pfingstereignis, über das Günther referiert, vermutlich keine Einung, sondern allenfalls eine sehr partielle archetypische Erinnerung dessen hervor, was sich im Bewusstsein zu viel vom heutigen Menschen nähme, bzw. zu viel vom „ich“ durch die Projektion in ein Phantasma abtrennte, welches uns in der Evolution bereits längst als solches bewusst geworden ist, und eine Verschränkung, wie sie der um 1400 n. Chr. lebende Nikolaus von Kues angeblich noch vollzogen haben soll, als er sich mit seinen Glaubensbrüdern im Halbkreis rund um ein Bild positionierte und sie gemeinsam nicht auf den Inhalt des Bildes, sondern auf ihr Blicken darauf und ihre Beobachtungen blickten, würde sich eher als geistige Beschränkung manifestieren, die alle Beteiligten im bewussten Denken verhaftete, wie Gefangene an einer gemeinsamen Kette, die nur so stark ist, wie ihr schwächstes Glied.

Mit der Betrachtung von Negativsprache, welche Günther mit dem Zitat von Goethe zu Eckermann am 20. Juni 1831 abschließt, erweitert er den Randbereich des Unsagbaren, den er – verallgemeinernd zu Wittgenstein's Tractatus logico-philosophicus – nun mit polykontextualer Logik neu erforscht hat und er fundiert damit sein eigentliches philosophisches Grundmotiv, das er bereits rund zwanzig Jahre zuvor formulierte:
Jedes Einzelsubjekt begreift die Welt mit derselben Logik, aber es begreift sie von einer anderen Stelle im Sein. Die Folge davon ist: insofern, als alle Subjekte die gleiche Logik benutzen, sind ihre Resultate gleich, insofern aber, als die Anwendung von unterschiedlichen ontologischen Stellen her geschieht, sind ihre Resultate verschieden. Dieses Zusammenspiel von Gleichheit und Verschiedenheit in logischen Operationen wird durch die Stellenwerttheorie der mehrwertigen Logik beschrieben.